# EN 45020
Die EN 45020 – Normung und damit zusammenhängende Tätigkeiten – Allgemeine Begriffe (ISO/IEC Guide 2:2004) (mehrsprachige Fassung: de/en/fr) ist eine Norm, die vom Europäischen Komitee für Normung CEN veröffentlicht wurde.
EN 45020 legt allgemeine Begriffe (d. h. Benennungen und Definitionen) auf dem Gebiet der Normung und damit zusammenhängender Tätigkeiten fest und dient der Förderung des gegenseitigen Verständnisses unter den Mitgliedern von CEN, CENELEC und den verschiedenen staatlichen und nichtstaatlichen Organisationen, die an der Normungsarbeit auf internationaler, regionaler und nationaler Ebene beteiligt sind. Sie ist auch als Quelle für Unterrichts- und Lehrzwecke gedacht.
Sie definiert u. a. Ziele der Normung, Normative Dokumente, für die Öffentlichkeit zugängliche Normen, für Normen und Vorschriften verantwortliche Institutionen, Normenarten, Harmonisierung von Normen, Inhalt, Gliederung und Übernahme normativer Dokumente sowie die Bezugnahme [Verweisung] auf Normen in Vorschriften.